# Episodi di The Boys (seconda stagione)
La seconda stagione della serie televisiva The Boys, composta da 8 episodi, è stata pubblicata da Prime Video, nei paesi in cui il servizio è disponibile, dal 4 settembre al 9 ottobre 2020.
Il cast principale di questa stagione è composto da: Karl Urban, Jack Quaid, Antony Starr, Erin Moriarty, Dominique McElligott, Jessie T. Usher, Laz Alonso, Chace Crawford, Tomer Capone, Karen Fukuhara, Nathan Mitchell, Colby Minifie e Aya Cash.
| nº | Titolo originale                                | Titolo italiano                            | Pubblicazione     |
| -- | ----------------------------------------------- | ------------------------------------------ | ----------------- |
| 1  | The Big Ride                                    | La grande corsa                            | 4 settembre 2020  |
| 2  | Proper Preparation and Planning                 | Una buona preparazione e pianificazione    | 4 settembre 2020  |
| 3  | Over the Hill with the Swords of a Thousand Men | Sulla collina con le spade di mille uomini | 4 settembre 2020  |
| 4  | Nothing Like It in the World                    | Niente di simile al mondo                  | 11 settembre 2020 |
| 5  | We Gotta Go Now                                 | Ora dobbiamo andare                        | 18 settembre 2020 |
| 6  | The Bloody Doors Off                            | La verità                                  | 25 settembre 2020 |
| 7  | Butcher, Baker, Candlestick Maker               | Macellaio, fornaio, candelaio              | 2 ottobre 2020    |
| 8  | What I Know                                     | Quello che so                              | 9 ottobre 2020    |

## La grande corsa
- Titolo originale: The Big Ride
- Diretto da: Philip Sgriccia
- Scritto da: Eric Kripke

### Trama
Passato del tempo dagli eventi precedenti, Hughie, Latte Materno, Kimiko e Frenchie, ricercati dalle forze dell'intero Paese, si sono rifugiati presso i compari di quest'ultimo e vivono nascosti nello scantinato di un negozio. Butcher, accusato dell'omicidio di Madelyn Stillwell, è sparito. Intanto alla Vought, il CEO Stan Edgar si sta occupando delle ultime questioni burocratiche riguardo all'entrata dei Sette nell'esercito. Proprio in quel mentre ad Al Zabadani, in Siria, Black Noir porta a termine l'eliminazione del super-terrorista Naqib, decapitandolo. Intanto si sta svolgendo il funerale di Translucent (la cui morte viene fatta passare per mano del super-terrorista El Diablo). Il funerale, presenziato da Patriota e Starlight, viene visto in diretta tv da un irato Abisso, lasciato a Sandusky. Il super inizia a manifestare i primi segni di squilibrio, nonché a covare un profondo rancore nei confronti della Vought, per averlo abbandonato. Arrestato dalla polizia, viene liberato su cauzione dal super arciere Aquila, il quale propone ad Abisso delle sedute con la sua psicoterapeuta Carol, che gli promette di farlo ritornare tra i Sette.
Hughie e Starlight si incontrano segretamente alla metropolitana, dove il ragazzo passa alla super un foglio con l'immagine di un uomo, dicendole di trovarlo per avere dell'altro Composto V con cui incastrare la Vought. Tuttavia Latte Materno e Frenchie, dopo aver visto le proprie foto segnaletiche al notiziario, progettano di fuggire. Hughie cerca di fermarli e convincerli a provare nuovamente a distruggere la Vought. Frenchie propone di contattare Butcher, ma Hughie, furioso per il tradimento e l'abbandono dell'uomo, afferma che non hanno bisogno del suo aiuto. Senza un leader però, i due uomini non prestano attenzione al ragazzo e la discussione viene troncata da LM. Intanto Ashley Barrett (che era stata la stagista di Starlight prima di essere licenziata dalla Stillwell), ritorna alla Vought come nuova vicedirettrice, su raccomandazione di Patriota. Ashley poi presenta al leader dei Sette il super cieco Blindspot, come sostituto di Translucent. Patriota però, con la sua super forza, frantuma i timpani del ragazzo e poi, furioso, minaccia Ashley se dovesse prendere ancora una tale decisione, poiché solo lui, in qualità di leader del gruppo, può decidere chi essere il nuovo membro dei Sette.
Starlight intanto rintraccia l'uomo del foglio di Hughie: si tratta di Jecko, super capace di rigenerare qualsiasi ferita infertagli, nonché lontana conoscenza di Starlight stessa. Utilizzando la propria abilità, Jecko si sottopone segretamente a sedute sadomaso, dove si fa tagliare gli arti da uomini in cambio di denaro. Ed è proprio nel mentre di una di queste sedute che Starlight lo incontra e lo filma, per poi ricattarlo per avere del Composto V (poiché l'uomo viene utilizzato dalla Vought come cavia negli esperimenti). Intanto al covo della squadra, uno della banda degli amici del Francese, viene trascinato sanguinante e con le ossa frantumate da un altro compagno. Nel chiedere cosa gli sia successo, Frenchie scopre che la banda è stata pagata per importare clandestinamente delle persone sul suolo americano. La squadra si dirige al molo, dove è avvenuto l'importo, trovando una barca scaraventata per terra. Nelle riprese delle telecamere, si scopre che uno degli immigrati era un super e, mostrando enormi poteri telecinetici aveva scaraventato la barca sul molo, ferendo così il membro della banda, per poi dileguarsi. Kimiko, preso un oggetto ritrovato vicino alla barca, lo mostra a Frenchie, per poi scrivere numerose volte la parola "Boy" (ragazzo), ma l'uomo non riesce a capire.
Hughie propone di chiamare la vicedirettrice della CIA Susan Raynor per parlarle del super-terrorista, rivelando in seguito dei suoi incontri segreti con Starlight, scatenando però le ire di Latte Materno. Il ragazzo però riesce a convincerlo, facendo leva sulla possibilità che in cambio la Raynor possa aiutarlo a rivedere la sua famiglia. Mentre il gruppo si dirige all'incontro, LM consiglia a Hughie di non contattare più Starlight, per il loro bene e per quello della ragazza. All'incontro con la vicedirettrice, LM fornisce la descrizione del super-terrorista, e la donna afferma che quella era l'informazione che le serviva per comprendere quale fosse il quadro generale: un golpe dietro cui ci sarebbe proprio la Vought. Tuttavia, appena pronunciate queste parole, alla Raynor esplode la testa e la squadra, scioccata, fugge via. Intanto a uno dei set cinematografici della Vought sopraggiunge Stormfront, super capace di creare e manipolare l'elettricità, nonché nuovo membro dei Sette, su ordine di Stan Edgar in persona. Patriota, furioso, si reca dal direttore, minacciandolo per aver preso tale scelta senza averlo prima consultato. Ma Edgar controbatte, ricordandogli che è solo colpa sua se adesso si sa in giro del Composto V. Patriota, frustrato, si dirige alla casa di Becca, per rivedere suo figlio.
Al nascondiglio, Hughie riceve una telefonata da Starlight, che gli comunica felice che in pochi giorni avranno il composto. Hughie però, memore del discorso di Latte Materno e della morte di Raynor, le consiglia di essere paziente e aspettare. Starlight gli chiede se le nasconde qualcosa, ma il ragazzo nega. Detto ciò al covo si presenta nientemeno che Butcher che, contattato dal Francese, è pronto a riprendere il comando dei "Boys".

## Una buona preparazione e pianificazione
- Titolo originale: Proper Preparation and Planning
- Diretto da: Liz Friedlander
- Scritto da: Rebecca Sonnenshine

### Trama
In un flashback, dopo che Patriota aveva portato Butcher dinanzi a suo figlio e sua moglie Becca viva e vegeta, l'uomo si era risvegliato tre ore più tardi in un parcheggio. Entrato in un negozio vicino, aveva appuntato su un foglio il maggior numero di particolari riguardo alla casa di Becca. Proprio allora, alla tv, viene data la notizia che è accusato dell'omicidio della vicedirettrice Stillwell, e perciò fugge.
Nel presente, dopo essersi ricongiunto con la sua squadra, causando il disappunto di Hughie, Butcher incontra Grace Mallory al funerale della Raynor. La donna vorrebbe consegnarlo ai federali, ma Butcher le rivela l'esistenza del super-terrorista a piede libero, chiedendo il suo aiuto. Intanto, alla casa di Becca, Patriota sta passando del tempo con suo figlio Ryan, il quale non sembra essere dotato di super poteri. Becca tuttavia vorrebbe che Patriota se ne andasse, poiché voleva che il figlio vivesse un'infanzia normale. Si dirige verso un cancello (poiché la casa della donna è circondata da alte mura, come una prigione), e chiede aiuto al dottor Park ma costui non può far nulla per allontanare il super. Quella notte Patriota, che aveva origliato con il suo super udito la conversazione tra Becca e il dottore, rinfaccia alla donna lo stato di prigionia in cui Ryan si trova a causa sua e afferma di essere intenzionato più che mai a rimanere.
A Sandusky Abisso, dopo aver bevuto un tè allungato con funghetti allucinogeni offertogli da Aquila, vive un'allucinazione delle proprie branchie che gli parlano. Le branchie, in una sorta di esame di autocoscienza, gli fanno capire che il motivo per cui umilia le donne, è che non riesce ad accettare se stesso e il proprio corpo, vergognandosene e credendo che quest'ultime lo deriderebbero. Alla fine Abisso chiede scusa alle proprie branchie, accettandosi per quello che è. Alla Vought, mentre Queen Maeve va ad incontrare la sua ex fiamma Elena, ricoverata all'ospedale (a cui rivela il carattere violento e segreto di Patriota), Starlight e Stormfront stanno tenendo un'intervista, quando all'improvviso sopraggiunge un redivivo A-Train (fino a quel momento ricoverato in seguito all'infarto causato dall'overdose di Composto V). Il suo ritorno però mette in agitazione Starlight, poiché A-Train sa del suo coinvolgimento con Hughie. Difatti il corridore, sospettoso, inizia a tenerla d'occhio, e per poco non la scopre con la fiala di Composto V, consegnatole precedentemente da Jecko. Starlight stessa intanto cerca di legare con Stormfront, vedendo la nuova arrivata simile a lei riguardo a cosa pensi della Vought. Tuttavia Stormfront pensa che Starlight pure sia falsa, e solo alla fine le consiglia di smettere di fingere e provare ad essere più spesso se stessa.
Di ritorno al covo Butcher porta l'intera squadra all'indirizzo di un centro commerciale, secondo Mallory il luogo da dove deriverebbe il conto oscurato che ha permesso l'arrivo clandestino del super-terrorista. Butcher crede che il cattivo si nasconda lì. Mentre stanno perquisendo il negozio, Kimiko riconosce una guardia notturna e la uccide brutalmente. Sopraggiunge Frenchie e, vedendo il tatuaggio sul cadavere della guardia, la riconosce come un membro dell'Esercito di Liberazione del Sole Splendente (il gruppo terroristico che rapì Kimiko e uccise i suoi genitori). La ragazza asiatica, allontanatasi, trova il terrorista, e i due si abbracciano, sotto lo sguardo attonito dell'intera squadra. Il Francese capisce che il super-terrorista altri non è che il fratello di Kimiko, Kenji (il "Boy"). Butcher però si avvicina ai due armato e per evitare che uccida il fratello, Hughie gli dà uno spintone, facendosi però scoprire da Kenji. Il ragazzo attacca il gruppo coi suoi poteri telecinetici, per poi fuggire con la sorella. Miracolosamente incolumi, Butcher, furioso, espelle Hughie dal gruppo, però questa volta Latte Materno e il Francese non vogliono seguire l'uomo, essendo Kimiko un membro della squadra. Butcher rivela così il suo incontro con Becca, e l'accordo stipulato con Mallory: la consegna del super-terrorista in cambio del ritrovamento di sua moglie. Butcher chiede aiuto alla squadra per catturare Kenji e riavere indietro Becca.
Quella sera, alla Vought, A-Train sorprende Starlight in possesso del Composto V. Il corridore, intenzionato ad accusarla di tradimento, viene però fermato da Starlight, che lo minaccia di rivelare a tutti la sua confessione riguardo alla morte di Popclaw, se dovesse dire qualcosa a qualcuno. A-Train, ricattato, non può impedire alla ragazza di riprendersi la fiala di composto. Intanto Kimiko e Kenji hanno modo di discutere: il ragazzo, condizionato mentalmente dall'Esercito del Sole Splendente, vuole continuare con la sua missione da terrorista, nonostante le suppliche della sorella. Tra i due scoppia una furiosa lotta, al termine della quale Kimiko riesce a stordire il fratello. In quel mentre sopraggiunge il resto della squadra, che carica sul furgone il corpo esanime di Kenji. Prima di partire però, Butcher colpisce Hughie, minacciandolo qualora dovesse mettersi di nuovo fra lui e Becca.

## Sulla collina con le spade di mille uomini
- Titolo originale: Over the Hill with the Swords of a Thousand Men
- Diretto da: Steve Boyum
- Scritto da: Craig Rosenberg

### Trama
Allontanatisi dalla costa, Butcher e la sua squadra, a bordo di una nave, stanno portando Kenji al luogo stabilito del recupero dalle forze della Mellory. Il rapporto tra Hughie e Butcher si è fatto più ostile e freddo, al che il ragazzo si rifiuta di rivolgergli la parola. Intanto alla casa di Becca, Patriota sta cercando di risvegliare i super poteri nel figlio Ryan: il super lo butta giù dal tetto della casa per spronarlo a prendere il volo, ma il bambino finisce con il cadere a terra, però senza farsi un graffio. Ryan, infuriato con il padre dopo che quest'ultimo afferra Becca, usa la super forza scaraventandolo per terra, tra la felicità di Patriota, ma alla fine segue la madre in casa per farsi medicare. Nel frattempo alla Vought scoppia un'emergenza a dir poco catastrofica: la notizia del Composto V è stata resa pubblica e tutti i notiziari ne parlano. A-Train accusa Starlight di esserci lei dietro, ma, ricattato dalla ragazza riguardo alla morte di Popclaw, ha le mani legate. I restanti membri dei Sette ne rimangono sconvolti, ma Abisso riceve la notizia di essere stato reintegrato nei Sette per volere di Alastair Adana, leader della Chiesa della Collettività, un'organizzazione spirituale. Aquila e Carol spronano il super di ritornare ad essere l'eroe di prima. Ritornato alla Vought e messo al corrente della situazione, Patriota origlia una chiamata tra Queen Maeve ed Elena.
La notizia giunge anche alla squadra, che viene accolta tra le gioie di Latte Materno e Francese, che si complimentano con Hughie per essere riuscito dove loro avevano sempre fallito. Butcher però ne rimane alquanto indifferente e ammonisce la squadra di non perdere la concentrazione. Frenchie fa visita a Kenji, offrendogli da bere e da mangiare, per poi chiedergli il motivo del mutismo di Kimiko. Kenji risponde che, dopo che l'Esercito del Sole Splendente uccise i loro genitori, la sorella smise di parlare e i due idearono una personale lingua dei segni per comunicare tra loro. Tuttavia, alla richiesta del Francese di insegnargliela, Kenji si rifiuta. In quel momento sopraggiunge un elicottero della polizia, essendo la barca su cui viaggia la squadra rubata. Tuttavia Kenji, liberatosi utilizzando una lattina lasciatagli da Frenchie, abbatte l'elicottero coi suoi poteri, per poi essere nuovamente legato. A causa di ciò, il punto di estrazione viene spostato dalla Mallory ad un rifugio della CIA ad Haslet. Tuttavia l'imbarcazione viene attaccata da alcune creature marine guidate da Abisso. In un rocambolesco inseguimento, in cui viene uccisa una balena, Butcher e la sua squadra riescono a raggiungere la costa. Qui Hughie, a causa del troppo stress, ha un esaurimento nervoso, e chiede ai suoi compagni di abbandonarlo, ma alla fine LM lo costringe a seguirli all'interno di uno scarico fognario vicino. Latte Materno avvisa Butcher della crisi di Hughie, ma all'uomo non sembra importare.
Intanto alla Vought, mentre si sta cercando una linea di difesa contro le accuse riguardo al Composto V, il direttore Edgar manda i Sette alla ricerca del super-terrorista. La squadra giunge sulla spiaggia di poco prima e incontra Abisso vicino al cadavere della balena. Il super si scusa con Starlight per il suo comportamento, ma la ragazza non è intenzionata a perdonarlo. Il gruppo di super si mette poi sulle tracce del terrorista all'interno delle fogne. Qui Hughie s'incontra con Starlight, ma al sopraggiungere di Patriota, la ragazza è costretta a colpirlo con uno dei suoi fasci di luce, per non tradirsi. Patriota ordina a Starlight di finire Hughie o lui li ucciderà entrambi. Ma prima che la ragazza sia costretta ad uccidere l'amato, interviene Butcher. L'uomo slega le mani a Kenji e quest'ultimo fa crollare l'intera fogna addosso al leader dei Sette, per poi fuggire, seguito da Kimiko. I due però vengono sorpresi e attaccati da Stormfront. I due fratelli fuggono su per un condominio abitato solo da afroamericani e qui Stormfront (manifestando un insolito lato violento) usa i suoi fulmini per distruggere ogni cosa, uccidendo numerosi civili. La super poi attacca Kimiko, ma in suo soccorso arriva Kenji. Tuttavia Stormfront ha la meglio sul ragazzo, e dopo avergli spezzato le mani, impedendogli così di usare i suoi poteri telecinetici, lo uccide, davanti agli occhi di un'impotente Kimiko. La ragazza grazie al sacrificio del fratello riesce a fuggire.
Ritornati al loro covo nel seminterrato, la squadra osserva in tv il direttore Edgar negare qualsiasi coinvolgimento della Vought riguardo al Composto V, della cui ideazione e utilizzo viene incolpata la defunta Madelyn Stillwell. Le numerose morti tra i civili vengono attribuite a Kenji come atto terroristico, mentre Stormfront viene applaudita come nuova paladina, sotto il furioso sguardo di Kimiko, e sotto gli occhi di un indignato Patriota, che avrebbe voluto prendersi il merito dell'uccisione di Kenji. Hughie e Butcher si scambiano uno sguardo: all'apparenza pare prossima la riappacificazione.

## Niente di simile al mondo
- Titolo originale: Nothing Like It in the World
- Diretto da: Fred Toye
- Scritto da: Michael Saltzman

### Trama
Mentre il Francese si abbandona al consumo di droghe, Kimiko sta ancora piangendo la morte del fratello. L'uomo cerca di consolarla baciandola, ma la ragazza reagisce violentemente. Intanto Patriota, geloso e reso sempre più instabile dalla crescente popolarità di Stormfront, si rifugia in una casa nel mezzo del bosco, dove incontra Madelyn Stillwell (in realtà si tratta di Doppelgänger, super mutaforma usato da Patriota per illudersi di avere ancora con sé la sua vecchia fiamma). La finta Stillwell incoraggia il super a ristabilire l'ordine fra i Sette. Patriota così prima minaccia di morte Starlight, credendola ancora in combutta con Hughie, poi mette A-Train in congedo sanitario, sostituendolo con Shockwave, e infine rivela la presunta omosessualità di Queen Maeve in diretta tv, scatenando la paura di quest'ultima. Frattanto Butcher s'incontra con Grace Mallory a un memoriale delle vittime dell'attacco terroristico di Kenji (in realtà opera di Stormfront). Qui la donna fornisce informazioni su Liberty, super attiva negli anni settanta, nonché ultimo progetto su cui stava lavorando Susan Raynor. Mallory ordina a Butcher di trovare la super, consegnandogli l'indirizzo di una casa nella Carolina del Nord. Mallory, poi, nonostante il fallimento di Butcher, consegna all'uomo la posizione di Becca, affinché la possa ritrovare. Butcher decide così di abbandonare la squadra per andare alla ricerca della moglie, nominando Latte Materno come nuovo leader e affidandogli la ricerca di Liberty.
Hughie incontra Starlight in un parco, quando riceve la chiamata di LM riguardo alla loro missione e, notando la disperazione sul volto della ragazza, soprattutto dopo lo spiacevole episodio con Patriota, le chiede di aggregarsi alla squadra per compiere il viaggio insieme. Latte Materno si oppone a questa decisione, a causa della fama della super, ma Hughie e Starlight riescono infine a convincerlo, facendo leva sui poteri di quest’ultima. I tre quindi partono per il Carolina del Nord. Durante il viaggio, i due ragazzi avranno così modo di trascorrere del tempo assieme, finendo col trascorrere una notte a letto.
Frattanto Butcher, infiltratosi nella struttura, incontra Becca. I due sposi, dopo otto anni e con le lacrime agli occhi, passano una notte assieme. I due progettano un piano per fuggire; Becca decide di seguire il marito purché possa portare con loro il figlio Ryan. Tuttavia, la mattina successiva, al punto stabilito, si presenta Becca da sola. La donna, con le lacrime agli occhi, capisce che il marito, a causa del suo odio verso i super, si sarebbe prima o poi sbarazzato del figlio. Butcher infatti afferma di voler abbandonare il bambino, essendo questo il vero interesse della Vought e di Patriota. Becca afferma che il profondo astio che dimora dentro Butcher risalga a molto prima del loro incontro, e decide di tornare indietro. Alla Vought Black Noir, messosi sulle tracce di Butcher, scopre la sua infiltrazione alla casa di Becca, grazie ad una videocamera di sorveglianza.
Frenchie intanto fa visita alla sua ex-ragazza Cherie e le parla del suo fallito bacio con Kimiko. La donna gli consiglia di lasciare Kimiko da sola a piangere la morte del fratello. La stessa Kimiko intanto si sta dirigendo ad una piazza, dove Stormfront sta tenendo un discorso pubblico per incitare la popolazione a chiedere alla Vought di impegnarsi maggiormente riguardo alla sicurezza pubblica. Kimiko si avvicina alla super con l'intenzione di ucciderla, anche a costo della sua stessa vita, ma viene fermata appena in tempo dal Francese. Intanto Latte Materno, Hughie e Starlight sono giunti alla destinazione segnata dall'indirizzo: è una casa abitata da Valerie, un'anziana signora afroamericana. La donna, alla domanda se conosca Liberty e scambiando i tre per dipendenti della Vought, chiude la porta spaventata, ma LM chiarisce l'equivoco e la convince a parlare. Valerie racconta di aver assistito, quando era bambina, alla morte del fratello maggiore Myron, ucciso a sangue freddo da Liberty, in quello che sembrava un crimine d'odio razzista. La Vought, in seguito, le versò 2000 dollari in cambio del suo silenzio sull'accaduto. La donna, preso un giornale, identifica Stormfront come Liberty. La squadra, inizialmente incredula (perché questo significherebbe che la super avrebbe più di settant'anni), capisce che Stormfront ha ucciso la Raynor perché questa aveva scoperto il suo passato di sangue.
Intanto alla Torre dei Sette Patriota, dopo aver visto alcuni meme pubblicati da Stormfront che prendono in giro la sua immagine e la sua autorità, si confronta con la super. Stormfront però, in tono irriverente e canzonatorio, gli dice che non ha bisogno dell'amore e dell'ammirazione di tutti, per poi offrirgli il suo aiuto per relazionarsi meglio con le persone. Intanto Hughie e Starlight, ritornati in città, si salutano: il ragazzo le propone di vedersi nuovamente, ma Starlight rifiuta, sostenendo che non sia il caso di avere altri contatti finché la situazione non sia risolta del tutto. Hughie è profondamente amareggiato. Quella notte Patriota ritorna alla casa della finta Stillwell; tuttavia questa volta non cede alle avance della donna, affermando di non aver bisogno dell'amore o dell'aiuto di nessuno e di bastare a sé stessi. Doppelganger quindi assume la forma di Patriota stesso, cercando di sedurlo; il super lo afferra e gli spezza l'osso del collo, riaffermando di non aver bisogno di nessuno.

## Ora dobbiamo andare
- Titolo originale: We Gotta Go Now
- Diretto da: Batan Silva
- Scritto da: Ellie Monahan

### Trama
Agli studios cinematografici si sta girando "Dawn of the Seven", nuovo film della Vought incentrato sulle gesta dei Sette. Patriota non perde occasione di punzecchiare e tormentare Queen Maeve per la sua relazione con Elena. In quel momento Ashley fa vedere a Patriota un video dove il super, nell'uccidere un super-terrorista in un villaggio africano, brucia involontariamente con la sua vista laser anche un civile. Il video, pubblicato sulla rete, suscita molto scalpore, facendo calare notevolmente la popolarità di Patriota e spingendo molte persone a protestare davanti alla Torre dei Sette. Stormfront gli offre nuovamente il suo aiuto, ma Patriota rifiuta.
Intanto, dopo il rifiuto di Becca di seguirlo, un depresso e ubriaco Butcher scatena una rissa in un night club, in cui viene duramente picchiato. In seguito riceve una telefonata da parte di Hughie, che gli illustra le ultime scoperte riguardo a Liberty. Butcher mente al ragazzo, dicendogli di aver al suo fianco Becca e di essere in partenza per l'Argentina. Hughie, insospettito dal tono gentile di Butcher, capisce che qualcosa non va e ne parla con Latte Materno. Intanto Kimiko, pedinata dal Francese, arriva in un locale dove si trovano tre malviventi albanesi. Uno di loro si avvicina e tenta di violentarla, ma la ragazza asiatica lo uccide strappandogli la pelle dalla faccia per poi finire anche gli altri due. Kimiko entra poi in una chiesa, dove s'incontra con Cherie, l'ex-fidanzata di Frenchie, a cui rivela di pagare la ragazza asiatica come sicario. L'uomo cerca di dissuaderla e le offre nuovamente il suo aiuto per superare la morte del fratello, ma al rifiuto di Kimiko se ne va via infuriato. Butcher trova rifugio a casa della sua vecchia zia Judy. Qui incontra il suo amato bulldog Terrore, con cui esce per fare una passeggiata. Tuttavia al suo ritorno, trova a casa della zia Latte Materno e Hughie (Judy chiede al nipote se il ragazzo non somigli ad un certo Lenny, ottenendo però un no come risposta da parte di Butcher). I due sono preoccupati, ma Butcher intima loro di andarsene, ribadendo di essere insieme a Becca e affermando che le cose vadano bene. L'uomo sale in macchina, ma dal finestrino scorge, acquattato sul tetto di una casa, Black Noir intento ad osservarlo. Butcher rientra svelto in casa e spiega ai compagni la situazione, rivelando inoltre di non aver liberato Becca. Latte Materno chiama i pompieri con una finta segnalazione, guadagnando così il tempo necessario per fabbricare delle bombe artigianali e disseminarle per la casa di Judy.
Intanto agli studios, Starlight vede la madre Donna intenta a chiacchierare con Stormfront. Donna è venuta per scusarsi con la figlia riguardo alle bugie del passato, ma Starlight si arrabbia con la madre per aver parlato delle loro questioni personali con un'estranea quale Stormfront, e la caccia via in malo modo. Frattanto la Vought vorrebbe utilizzare la relazione tra Queen Maeve ed Elena a fini commerciali. Elena fugge indignata, ma viene raggiunta da Maeve, che le spiega che a causa della minaccia di Patriota non può andarsene. Maeve poi illustra a Elena il suo piano, quello di distruggere una volta per tutte Patriota stesso. A-Train invece viene costretto a recitare nel film battute che riguardano la sua imminente uscita dai Sette, cosa che il super ancora non accetta. Intanto, alla casa di Judy, Butcher decide di affrontare Black Noir e sacrificarsi per permettere ai compagni di salvarsi, ma viene fermato da Hughie e LM. Intanto, di fronte alla Torre dei Sette, la deputata Neuman sta incitando la folla a opporsi alla Vought per il crimine di Patriota, quando all'improvviso sopraggiunge Patriota stesso. Il super cerca di giustificare le sue azioni come indispensabili per la pace del mondo, ma questo non fa che irritare maggiormente la folla. Patriota, dopo aver fantasticato di usare la sua vista laser per commettere un massacro tra i civili, vola via. Il super si rivolge quindi a Stormfront per chiederle il suo aiuto e la ragazza gli mostra dei meme che lo raffigurano come un eroe e ne motivano le scelte. Alla casa di Judy (che si rivela essere una spacciatrice) il gruppo, rifugiatosi in cantina, attende l'arrivo di Black Noir. Nell'attesa, Hughie domanda a Judy chi sia questo Lenny a cui, secondo quanto affermato da lei prima, assomiglia molto. La donna spiega che Lenny era il fratello minore di Butcher, l'unico che fosse in grado di placare il fratello e impedire alla sua innata ira di prendere il sopravvento. Hughie chiede che fine abbia fatto Lenny, ma prima che Judy possa rispondergli (lasciando comunque intendere che Lenny sia morto), scatta la trappola e le varie bombe disseminate per la casa esplodono.
Mentre il gruppo esce di corsa dalla porta laterale, Butcher decide di affrontare il super faccia a faccia, per permettere ai compagni di fuggire. Tuttavia, Hughie e LM tornano immediatamente indietro per soccorrere l’amico, ma vengono disarmati e feriti da Noir. Il super si appresta a uccidere Hughie, ma prima che ciò accada, Butcher rivela di aver scattato diverse foto a Becca e a suo figlio Ryan, e minaccia di rivelare al mondo intero lo stupro commesso da Patriota, se Black Noir oserà attaccarli. Butcher viene quindi messo in contatto con Stan Edgar, che sta osservando e ascoltando la scena dalla gopro del super e dopo essersi messi d'accordo, il direttore richiama Noir. Intanto Queen Maeve incontra Abisso e gli offre il suo aiuto per rientrare nei Sette in cambio dei suoi servigi. Nel frattempo, agli studios, Starlight entra di nascosto nella roulotte di Stormfront e, sbirciando nel suo portatile, scopre numerose email inviate dal direttore Edgar riguardo al Sage Grove, un ospedale psichiatrico. In quel momento però ritorna Stormfront, che per poco non la scopre. Starlight intima Stormfront di non impicciarsi più nei suoi affari di famiglia, ma Stormfront rivela di sapere che è stata proprio Starlight a rendere pubblica la notizia del Composto V. Annie le rivela a sua volta di essere a conoscenza del suo passato come Liberty e del crimine da lei commesso. La discussione viene interrotta da Patriota, venuto per ringraziare Stormfront per il suo aiuto. Così, mentre Butcher saluta Judy e si ricongiunge con la squadra, Patriota e Stormfront, ritiratisi nella Torre della Vought, intrattengono un furioso rapporto sessuale, durante il quale Stormfront dimostra a Patriota di essere immune alla sua vista laser.
- Guest star: Greg Grunberg (poliziotto del film).

## La verità
- Titolo originale: The Bloody Doors Off
- Diretto da: Sarah Boyd
- Scritto da: Anslem Richardson

### Trama
In un flashback di otto anni prima, il Francese (il cui vero nome si rivela essere Serge) è un semplice delinquente dedito al consumo di droghe, insieme alla fidanzata Cherie e il migliore amico Jay. Una sera i tre compiono una rapina, tuttavia il piano fallisce e vengono arrestati. Rinchiuso in una sala d'interrogatorio, Frenchie riceve la visita della vicedirettrice della CIA Grace Mallory. La donna, colpita dall'ingegnosa fantasia dell'uomo nel progettare i piani e nel combattere contro i super, gli offre di lavorare per lei. Inizialmente Frenchie rifiuta, ma quando la Mallory gli rivela che Cherie e Jay sono stati rinchiusi all'ADX Florence e che solo lui può decidere se liberarli o meno, l'uomo accetta la proposta della donna. Passati tre anni, con i the Boys al completo, la squadra riceve una visita da Fiaccola, super pirocineta, nonché membro dei Sette. La squadra ricatta il super e lo costringe ad essere la loro cimice all'interno della Vought. Mentre Fiaccola se ne va infuriato, Mallory ordina a Frenchie di seguirlo. Mentre lo pedina ad una festa, l'uomo riceve una chiamata da Cherie: la ragazza, disperata, gli dice che Jay sta morendo a causa di un'overdose, e in lacrime lo supplica di tornare a casa per aiutarlo. Il Francese, indeciso sul da farsi, decide di abbandonare il pedinamento e venire in soccorso di Jay, salvandogli la vita. Quando torna alla festa però Fiaccola è scomparso. Quella notte, il super brucerà vive le nipoti di Mallory, e Frenchie sarà considerato dai suoi compagni il diretto responsabile della tragedia.
Nel presente, al covo del gruppo, Starlight si fa rimuovere il chip di localizzazione impiantatole dalla Vought. La ragazza poi condivide le informazioni ottenute dal laptop di Stormfront: diverse email inviate dal direttore Edgar riguardo ad un progetto segreto al Sage Grove, un ospedale psichiatrico. Così, mentre Patriota e Stormfront proseguono la loro malata relazione, la squadra, con l'aggiunta di Starlight, parte per il Sage Grove in Pennsylvania. Intanto agli studios, Abisso consegna a Queen Maeve la GoPro di un passeggero dell'aereo precipitato in mare. La videocaamera contiene un video in cui si vede Patriota costringere Maeve ad abbandonare l'equipaggio a morte certa, e la donna vuole usare questa prova per distruggere il leader dei Sette. Nel mentre Abisso incontra A-Train e, venuto a conoscenza della sua imminente uscita dai Sette, lo invita a cena con Alastair Adana, capo spirituale della Chiesa della Collettività. Alla cena, Adana rivela al corridore di conoscere i suoi trascorsi riguardo al consumo di Composto V, e gli offre il suo aiuto. Giunti al manicomio, Latte Materno, Kimiko e Frenchie vi entrano travestiti da inservienti, mentre Butcher, Starlight e Hughie sorvegliano la zona da un furgone. Starlight si confronta quindi con Butcher, poiché l'uomo continua a non rispettarla, e paragona il suo fanatico odio a quello di Patriota. L'invincibile super intanto vorrebbe donare delle rose a Stormfront, ma la ragazza si ritrova costretta ad assentarsi, a causa di una riunione. Al Grove, spiando dalle telecamere di sicurezza, la squadra scopre che i pazienti sono dotati di super poteri. In quel momento sopraggiunge proprio Stormfront. La super entra con un inserviente in una stanza ed ordina al paziente di mostrarle i suoi poteri. Ma quando questo chiede di poter rivedere la sua famiglia, l'inserviente, che si scopre essere niente di meno di Fiaccola, lo brucia vivo. Stormfront vola via e i tre si apprestano ad uscire dall'edificio, ma nel tragitto s'imbattono in Fiaccola e Frenchie, dopo essere stato riconosciuto e  desideroso di vendetta, lo attacca. Nella colluttazione che ne segue, Fiaccola liquefà per sbaglio la porta della stanza di Cindy, una paziente, e questa usa i suoi poteri per aprire tutte le camere. Tutti i pazienti escono fuori, uccidendo i medici e gli inservienti, e il trio, insieme a Fiaccola, si chiude in una stanza. Qui il gruppo decide di accordare una tregua per cercare di sopravvivere.
All'esterno del Grove, un fuggiasco attacca Butcher, Starlight e Hughie, prima di essere freddato dall'uomo. Hughie però rimane gravemente ferito e Butcher e Starlight, messa da parte l'animosità, collaborano per portare il ragazzo in ospedale, dopo aver rubato un'auto e averne ucciso il proprietario. All'ospedale i due si rendono conto che, nonostante le differenze, entrambi tengono moltissimo a Hughie. Agli studios Patriota, sempre più insofferente a causa del ritardo dell'amata, usa i suoi poteri per distruggere la roulotte, incidente che passa come un guasto elettrico. All'arrivo di Stormfront, Patriota le dice di non averla trovata alla Torre, infuriandosi per la bugia da lei raccontatagli. Intanto Frenchie progetta un piano, costruire una bomba soporifera con i medicinali dell'ospedale. Fiaccola, provocato dal Francese, rivela che uccise per sbaglio le nipoti di Mallory, mentre era quest'ultima il suo vero obiettivo, e da allora non passa un giorno senza pentirsene. Il super poi rivela che i pazienti del Grove sono soltanto delle cavie, utilizzate dalla Vought per stabilizzare il Composto V e permettere così di donare i super poteri a qualsiasi essere umano adulto ne venga in contatto. Alla domanda di Fiaccola sul perché non lo abbia fermato quella sera, il Francese rivela finalmente la verità, fino a quel tempo tenuta nascosta anche ai membri della squadra, ovvero il salvataggio di Jay (che tuttavia morì mesi dopo per un'altra overdose). Latte Materno chiede al compagno perché non l'abbia mai detto, e Frenchie risponde che "non vuole scendere dalla croce". Il gruppo poi esce dalla stanza, ma la bomba soporifera non sembra sortire alcun effetto. Proprio in quel momento ritorna Stormfront e richiama Fiaccola. Il procineta quindi le si presenta e le illustra la fuga dei pazienti, omettendo però il coinvolgimento dei Boys, permettendo così la loro fuga.
Intanto alla Torre dei Sette, Elena trova il cellulare di Maeve, e rimane sconvolta dopo aver visto il video. Allontanatisi dal manicomio, Frenchie parla a Kimiko e, capendo che esattamente come lui la ragazza non cerca il perdono per la morte del fratello, le promette che d'ora in poi la lascerà stare. Sopraggiunge Mallory, chiamata da Latte Materno e venuta per uccidere Fiaccola, ma viene fermata dal Francese e, su consiglio dell'uomo, decide di risparmiare Fiaccola così che viva nel rimorso delle sue azioni. Quella sera alla Vought, Patriota si confronta con Stormfront, e questa decide finalmente di rivelargli la verità: attraverso delle foto, Stormfront rivela di essere nata a Berlino nel 1919 (era lei l'Adele citata nella foto trovata da Starlight nella sua roulotte in "Ora dobbiamo andare") e che durante la Seconda Guerra Mondiale, ha sposato Frederick Vought, fondatore della Vought nonché creatore del Composto V. Vought usò la moglie come cavia per i suoi esperimenti, e questa fu la prima a rispondere positivamente al composto, che le conferì, oltre ai poteri, anche un'apparente immortalità. Stormfront afferma che lo scopo principale della Vought è la creazione di un esercito di super per combattere una guerra razziale, con Patriota al suo comando, essendo quest'ultimo per la ragazza l'incarnazione vivente dei principi nazisti in cui ha sempre creduto. Patriota, approvando, bacia appassionatamente l'amata. Nel frattempo Cindy, l'internata, riesce a fuggire dal Grove.

## Macellaio, fornaio, candelaio
- Titolo originale: Butcher, Baker, Candlestick Maker
- Diretto da: Stefan Schwartz
- Scritto da: Craig Rosenberg

### Trama
I Boys e Mallory, riuniti alla casa della vicedirettrice, raggiungono un accordo con la deputata Victoria Neuman: utilizzare Fiaccola per testimoniare contro la Vought nell'udienza che si terrà l'indomani riguardo l'utilizzo segreto del Composto V e distruggere una volta per tutte la multinazionale. La Neuman, tuttavia, necessita di sapere il perché degli esperimenti che si tenevano al Sage Grove; Mallory afferma di conoscere la persona che potrebbe avere il quadro completo della situazione. Così, mentre il Francese e Kimiko fanno da scorta alla Neuman, Mallory e Latte Materno partono per fare visita a questa persona. Butcher nel frattempo riceve inaspettatamente una chiamata da sua madre, la quale gli rivela di essere in città e che suo padre è morto a causa del cancro di cui soffriva. Hughie invece viene lasciato a custodia di Fiaccola, a guardare numerosi film pornografici con protagonisti i Sette. Nel frattempo, Starlight incontra nuovamente sua madre Donna ad un bar. Le due questa volta hanno modo di confrontarsi, ma dopo che Donna rivela alla figlia di aver parlato con la Vought riguardo alla sua prossima uscita dalla squadra, il bar viene attaccato con delle bombe fumogene, e le due donne vengono rapite da Black Noir. La ragazza si risveglia all'interno di un cubo, dove non riesce ad utilizzare i suoi poteri.
Stormfront e Patriota, nel frattempo, tengono diversi discorsi pubblici, dove incitano le folle ad approvare l'utilizzo di più super nella guerra contro i super-terroristi. In uno di questi discorsi, Patriota rivela il tradimento di Starlight. A casa di Mallory, Hughie apprende la notizia della cattura di Starlight, e dopo aver convinto Fiaccola ad aiutarlo per vendicarsi della Vought, parte per la Torre dei Sette per liberare l'amata. Butcher raggiunge sua madre in una camera d'albergo: qui scopre che la donna gli ha mentito per fargli incontrare un'ultima volta il padre (ancora vivo) con cui Butcher ha sempre avuto un pessimo rapporto a causa del suo alcolismo e della sua violenza, che ha portato Lenny, suo fratello minore, a suicidarsi. I due iniziano a dialogare, ma dopo poco tempo Butcher alza le mani sul genitore, il quale gli dimostra che è proprio grazie alla sua severità con cui lo ha sempre educato fin da piccolo, se Butcher è quello che è, a differenza di Lenny che era troppo debole per reggere. L'uomo se ne va via indignato e infuriato. Intanto Patriota porta Stormfront a conoscere suo figlio Ryan, tra il disappunto e la paura di Becca. I due super difatti, iniziano a parlare delle varie meraviglie del mondo, a Ryan sconosciute. Becca parla nuovamente con il leader dei Sette, strappandogli la promessa di non portarle via il bambino. Queen Maeve si incontra con Elena, che le confessa di aver deciso di lasciarla e di trasferirsi da sua sorella dopo aver visto il video in cui la super abbandona l'equipaggio dell'aereo. Questo scatena l'ira e la frustrazione di Maeve che ribalta il tavolo. Nel frattempo, mentre Frenchie e Kimiko fanno la guardia alla casa della Neuman (dove la ragazza decide di insegnare al Francese la sua lingua dei segni), Mallory e Latte Materno si presentano alla casa di Jonah Vogelbaum, ora paraplegico a causa di Patriota. Mallory cerca di convincerlo a testimoniare contro la Vought all'udienza, ma Vogelbaum rifiuta, per il bene della sua famiglia. LM poi chiama Butcher per informarlo del fallimento dell'operazione. Butcher quindi si ripresenta da solo a casa dello scienziato e minaccia di uccidere la sua intera famiglia se non testimonierà al Congresso.
In quel mentre, Hughie e Fiaccola riescono a infiltrarsi nella Torre della Vought, passando per un condotto segreto. Il super però porta il ragazzo nella sala conferenza dei Sette e qui, dopo aver constatato tristemente che hanno eliminato la sua statua, si suicida bruciandosi vivo coi propri super poteri, davanti a uno sconcertato Hughie. Il ragazzo mozza la mano del super per passare i controlli di sicurezza e parte alla ricerca di Starlight. Udendo una voce, apre una porta e si ritrova davanti Donna, la madre di Starlight. La ragazza, nel frattempo, riesce a liberarsi dalla sua prigione assorbendo l'energia di un allarme anti-incendio, accesosi grazie al fumo del fuoco di Fiaccola. Mentre vaga per i corridoi, però, viene aggredita nuovamente da Black Noir. Tra i due super scoppia una furiosa lotta, dalla quale Noir sembra uscirne vincitore, ma in soccorso della ragazza sopraggiunge Queen Maeve, che costringe Noir ad ingerire della frutta secca, alla quale è allergico, causandogli un grave shock anafilattico. Starlight poi chiede a Maeve di seguirla, ma la donna rifiuta. La ragazza trova sua madre e Hughie, e i tre fuggono insieme dalla torre. Quella sera a cena, Becca trova suo figlio in lacrime, il quale le racconta che Patriota e Stormfront gli hanno fatto vedere il "mondo esterno". Ryan, furioso con la madre per le bugie che gli ha sempre raccontato, vola via con i due super, tra le lacrime di Becca. La squadra, furiosa con Hughie per aver perso il loro testimone chiave, viene rassicurata da Butcher, poiché Vogelbaum ha accettato sotto minaccia. Butcher poi s'incontra nuovamente con sua madre, questa volta sola, e la donna gli rivela di avergli teso la trappola non per il marito ma per lui, nella speranza che vedendo il genitore debole ed impotente avrebbe lasciato correre e non sarebbe diventato come lui. I due poi si scambiano un ultimo abbraccio.
L'indomani si tiene la conferenza al Congresso contro la Vought. La Neuman chiama come primo testimone proprio Vogelbaum, ma prima che questo possa iniziare, la testa del Presidente, esattamente com'era successo alla Raynor, esplode, seguita da quella di Vogelbaum stesso ed altri presenti della sala, compreso Shockwave (il super velocista che aveva sfidato A-Train nella prima stagione). Si scatena il panico generale mentre la Mallory porta al sicuro la Neuman, e il programma viene fermato in diretta tv, sotto gli sguardi scioccati della squadra, di Abisso ed A-Train e del mondo intero. Hughie domanda cosa dovrebbero fare adesso, e Butcher lancia una furiosa occhiata.

## Quello che so
- Titolo originale: What I Know
- Diretto da: Alex Graves
- Scritto da: Rebecca Sonnenshine

### Trama
A seguito dell'attentato avvenuto durante la conferenza al Congresso, il Presidente degli Stati Uniti decide di autorizzare la produzione del Composto V. Mallory e la deputata Neuman cercano invano di convincere il segretario della difesa Robert Singer a non firmare, accusando la Vought di essere dietro l'attentato, ma, in mancanza di prove e testimoni, falliscono. Intanto, Becca riesce a fuggire dall'area detentiva per cercare il figlio Ryan. Starlight saluta la madre Donna, con la quale si è finalmente riappacificata, mentre i Boys stanno progettando diverse armi da usare per contrastare e uccidere i membri dei Sette. Starlight propone di incontrare una persona a cui chiedere aiuto, come ultima risorsa, portando con sé Hughie. Alla Torre della Vought, Patriota chiede a Stormfront se ci sia lei dietro l'attentato, ma la donna nega qualsiasi coinvolgimento: i due ipotizzano allora che il vero responsabile sia il direttore Edgar. Lo stesso Edgar si trova a pranzo da Alastair Adana, capo della Chiesa della Collettività, che gli propone il rientro di Abisso e di A-Train nella squadra: egli accetta il ritorno di Abisso, ma non quello di A-Train, a causa del razzismo di Stormfront. La conversazione viene origliata proprio dal super corridore. Al negozio dei pegni sopraggiunge Becca: la donna rivela a Butcher il rapimento di Ryan e supplica il suo aiuto. Starlight e Hughie si rivolgono a Queen Maeve, chiedendo il suo aiuto per testimoniare contro la Vought, ma la donna, ancora addolorata per l'abbandono dell'amata Elena, si rifiuta. Di ritorno, i due ragazzi vengono intercettati da A-Train che consegna ai due vari fascicoli sottratti dagli archivi della Chiesa della Collettività riguardo al passato nazista di Stormfront, affinché possano eliminarla e lui possa ritornare alla Torre.
Nel frattempo, Patriota e Stormfront portano Ryan a Pianeta Vought, un fast food: qui i due super vengono presto circondati da orde di fan e il bambino, per nulla abituato alla gente, ha una crisi. Butcher s'incontra con Stan Edgar e gli propone un accordo: sottrarrà Ryan dalle mani di Patriota per riconsegnarlo a Edgar, in cambio Becca riavrà la libertà e potrà ritornare dal marito, anche a costo di portarle via suo figlio per sempre. Ryan nel frattempo, portato da Patriota in una baita in campagna, ha un dialogo col padre che lo conforta, aprendosi con qualcuno per la prima volta. Il bambino chiede quindi al super di insegnargli a utilizzare i suoi super poteri. Tornato allo scantinato, Butcher illustra ai compagni il suo piano per riprendersi Ryan, mentre Becca inoltre fa promettere a Butcher che salverà il figlio a ogni costo. Ryan intanto sta cercando di utilizzare la vista laser, senza risultati, quando Stormfront viene a sapere che il suo passato è stato reso pubblico e già molte persone l'accusano in rete di essere una nazista. Mentre la donna ritorna alla Torre, Patriota viene distratto con degli amplificatori della Vought, potenzianti al massimo dal Francese per danneggiare il suo super udito. Becca e Butcher entrano in casa e lo portano in salvo. Butcher però ha un ripensamento e decide di non contattare Edgar, ma chiede a Latte Materno di portare Becca e Ryan in salvo, svelando alla moglie il suo accordo segreto stretto con il direttore della Vought. Intanto le forze armate della Vought irrompono nella baita, credendo di trovare Butcher: ad aspettarli c'è Patriota, che fa strage degli uomini coi i suoi super poteri.
In quel mentre l'auto su cui viaggiano LM, Becca e Ryan viene attaccata da Stormfront, infuriata: i tre escono illesi dalla vettura e mentre Butcher porta la moglie e il bambino in salvo, il resto della squadra affronta Stormfront. Tra quest'ultima, Starlight e Kimiko scoppia una violenta lotta, mentre Latte Materno, Hughie e Frenchie cercano di distarre il nemico a colpi di pistola. Stormfront però mette al tappeto l'intera squadra coi suoi fulmini e distrugge l'arma ideata dal Francese per contrastarla. In soccorso della squadra sopraggiunge Queen Maeve che, unendo le forze con Starlight e Kimiko sottomette Stormfront, costretta alla fuga. La super riesce a raggiungere Butcher, Becca e Ryan: Stormfront tramortisce Butcher e attacca Becca, cercando di soffocarla. Ryan, nel disperato tentativo di salvare la madre, usa per la prima volta la sua vista laser: Stormfront perde così un braccio, le gambe e un occhio (quest'ultimo in seguito a una coltellata inferta da una combattiva Becca), mentre gran parte del corpo ancora intero viene carbonizzato, anche Becca rimane mortalmente ferita. Morente, la donna supplica Butcher di aver fiducia nella bontà del figlio e di farlo crescere bene, e muore tra le braccia del marito. Sopraggiunge Patriota, sanguinante per la strage appena compiuta e sempre più delirante: il super, dopo aver visto il corpo straziato dell'amata Stormfront, domanda compiaciuto a Ryan se sia opera sua. Egli richiama a sé il figlio, ma questo si rifugia dietro a Butcher. Patriota si prepara a uccidere l'uomo, ma viene fermato in extremis da Maeve. La donna ricatta il leader dei Sette, minacciandolo di pubblicare il video di loro due sull'aeroplano e di fargli quindi perdere l'unica cosa che gli resta, cioè l'adorazione delle folle, se non lascerà stare lei, Elena, i Boys, Starlight e Ryan. Patriota non può fare altro che andarsene.
Passato del tempo, Stormfront, imprigionata in qualche carcere segreto, viene accusata dell'attentato al Congresso e di essere la vera traditrice. La Vought si ritrova costretta a sospendere la diffusione del Composto V e Patriota deve far rientrare Starlight nella squadra. Alastair Adana convoca Abisso e A-Train nel suo studio e conferma il ritorno del corridore tra i Sette, ma non quello di Abisso, scatenando così la sua ira. Butcher dona a Ryan il medaglione di San Cristoforo, precedentemente regalatogli da Becca, e affida il bambino alle cure della CIA. Mallory propone a Butcher e al suo team un nuovo lavoro a soldo della CIA per tenere d'occhio i super. Tutte le accuse nei confronti dei Boys sono cadute: LM può quindi ritornare dalla sua famiglia, mentre Kimiko e il Francese partono insieme. La deputata Victoria Neuman, divenuta capo di un ufficio per gli "Affari super" della Casa Bianca, telefona ad Adana per ringraziarlo delle informazioni che hanno portato alla fine di Stormfront, ma dopo aver chiuso la chiamata, la testa di Adana esplode, ucciso proprio dai super poteri della Neuman. Ritornata al proprio ufficio, la deputata si ritrova Hughie, che si offre come suo assistente personale per continuare la guerra contro la Vought: la donna, interessata, lo assume.